# أولمبياد الشطرنج الدورة الثالثة
أولمبياد الشطرنج الدورة الثالثة، تم تنظيمها من قبل الإتحاد الدولي للشطرنج في الفترة ما بين 13 يوليو- 27 يوليو عام 1930 في هامبورغ، ألمانيا. ضمت الأولمبياد البطولة المفتوحة للرجال والنساء فضلا عن العديد من الأحداث المصممة لتعزيز لعبة الشطرنج.

## النتائج

### ترتيب الفرق
| #  | البلد            | اللاعبون                                             | النقاط |
| -- | ---------------- | ---------------------------------------------------- | ------ |
| 1  | بولندا           | روبنشتاين، تارتاكاور، برزيوباركا، ماكاركيك، فريدمان  | 48½    |
| 2  | المجر            | ماركوزي، ويفر، فاجدا، هافاسي، شتاينر                 | 47     |
| 3  | ألمانيا          | أهويس، ساميش، كارلز، ريختر، فاغنر                    | 44½    |
| 4  | النمسا           | كومش، مولر، إليكساس، لوكفينس، وولف                   | 43½    |
| 5  | تشيكوسلوفاكيا    | فلوهر، تريبال، ريجفير، بروكيز، بوكورني               | 42½    |
| 6  | الولايات المتحدة | كشدان، مارشال، فيليبس، شتاينر ه.، أندرسون            | 41½    |
| 7  | هولندا           | وينينك، فان دن بوش، نوتيبوم، لانداو، شيلدهوت         | 41     |
| 8  | بريطانيا العظمى  | سلطان خان، ييتس، توماس، وينتر، تايلور                | 40½    |
| 9  | السويد           | ستالبيرج، برنستون، ستولتز، ندين، جاكوبسون            | 40     |
| 10 | لاتفيا           | بيتروف، فيجين، تاوب                                  | 35     |
| 11 | الدنمارك         | أندرسن، روبن، ديسلر، أولسن، جيمزوي                   | 31     |
| 12 | فرنسا            | دوشامب، فوازين، جرومر                                | 28½    |
| 13 | رومانيا          | بارتز، بالوغ، تيرول، هنري توبمان، جودجو              | 28½    |
| 14 | ليتوانيا         | ماخت، هاينبرغ، فيستانيكي، أبرامافيتش، كولودن         | 22½    |
| 15 | آيسلندا          | جيلفر، أوسجيرسون، ثورفالدون، غوموندسون               | 22     |
| 16 | أسبانيا          | مارين ولوفيت، جولمايو تورينتي، لافورا، ريبيرا، سولير | 21½    |
| 17 | فنلندا           | راسموسون، كروجيوس، لارسن، جوفين، راهم                | 18     |
| 18 | النرويج          | أولسن، هوفيند، كافلي يورجينسن، كروغدال، هالفورسن     | 16     |

### الميداليات الفردية
استندت لجنة التحكيم على عدد النقاط التي سجلها كل لاعب في تقييمها، ولم يتم منح سوى ثلاث جوائز فردية.
1. الميدالية الذهبية: أكيبا روبنشتاين (بولندا)، سجلت 15/17، بنسبة فوز 88.2%.
2. الميدالية الفضية: سالو فلور (تشيكوسلوفاكيا)، سجلت 14.5/17، بنسبة فوز 85.3%.
3. الميدالية البرونزية: إسحاق كاشدان (الولايات المتحدة الأمريكية)، سجل 14/17، بنسبة فوز 82.4%.

## وصلات خارجية
- أولمبياد الشطرنج الثالث: هامبورغ 1930